# Peter O’Connor
Peter O’Connor (ur. 24 października 1872 w Millom, zm. 9 listopada 1957 w Waterford) – irlandzki lekkoatleta, specjalizujący się w skokach: skoku w dal, skoku wzwyż i trójskoku.
Jako pierwszy zawodnik w historii skoku w dal uzyskał odległość powyżej 7,50 m. W 1901 uzyskał 7,61 m, był to pierwszy oficjalny rekord świata w tej konkurencji, przetrwał 20 lat i został pobity przez Amerykanina Edwarda Gourdina (7,69). W 1906 na Olimpiadzie Letniej w Atenach O’Connor (reprezentując Wielką Brytanię) zdobył złoto w trójskoku oraz srebro w skoku w dal. Ośmiokrotnie zwyciężał w mistrzostwach Wielkiej Brytanii (w latach 1901–1906 w skoku w dal, w 1903 i 1904 w skoku wzwyż).

## Rekordy życiowe
- Skok w dal – 7,61 (1901)
- Trójskok – 14,63 (1899)
- Skok wzwyż – 1,88 (1902)